# Симфонія № 2 (Бетховен)
Симфо́нія № 2 ор. 36 Людвіг ван Бетховена, ре мажор, написана у 1801–1802 роках.
Складається з 4-х частин:
1. Adagio molto — Allegro con brio
2. Larghetto
3. Scherzo: Allegro
4. Allegro molto

Написана для подвійного складу симфонічного оркестру. Тривалість — близько 36 хв.